# 圣普里瓦代维约
圣普里瓦德维约（法語：Saint-Privat-des-Vieux，法語發音：[sɛ̃ pʁiva de vjø]）是法国加尔省的一个市镇，位于阿莱斯市区东部，属于阿莱斯区。

## 地理
圣普里瓦德维约（44°8'39"N, 4°7'45"E）面积15.8 平方千米，位于法国奧克西塔尼大區加尔省，该省份为法国南部沿海省份，南端濒地中海，北起顺时针与阿尔代什省、沃克吕兹省、罗讷河口省、埃罗省、阿韦龙省和洛泽尔省接壤。
与圣普里瓦德维约接壤的市镇（或旧市镇、城区）包括：阿莱斯、梅雅讷莱萨莱斯、蒙斯、鲁松、圣伊莱尔-德布雷特马斯、圣于连莱罗西耶、圣马丹-德瓦尔加尔格、萨兰德尔。
圣普里瓦德维约的时区为UTC+01:00、UTC+02:00（夏令时）。

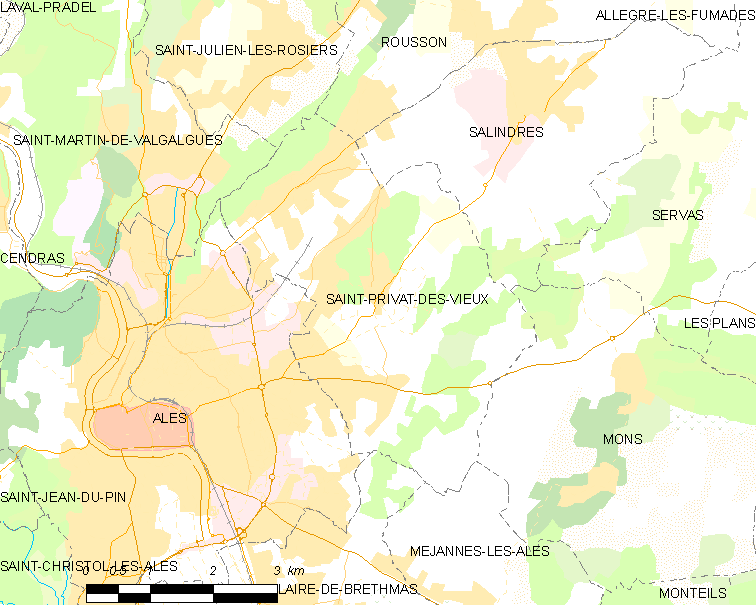
圣普里瓦德维约的OSM定位图

## 行政
圣普里瓦德维约的邮政编码为30340，INSEE市镇编码为30294。

## 政治
圣普里瓦德维约所属的省级选区为阿莱斯第二县。

## 人口

1962-2008年间圣普里瓦德维约人口变化图示

圣普里瓦德维约于2022年1月1日时的人口数量为5592人。